# Cricula andrei
Cricula andrei är en fjärilsart som beskrevs av Jordan 1909. Cricula andrei ingår i släktet Cricula och familjen påfågelsspinnare. Inga underarter finns listade i Catalogue of Life.

## Bildgalleri

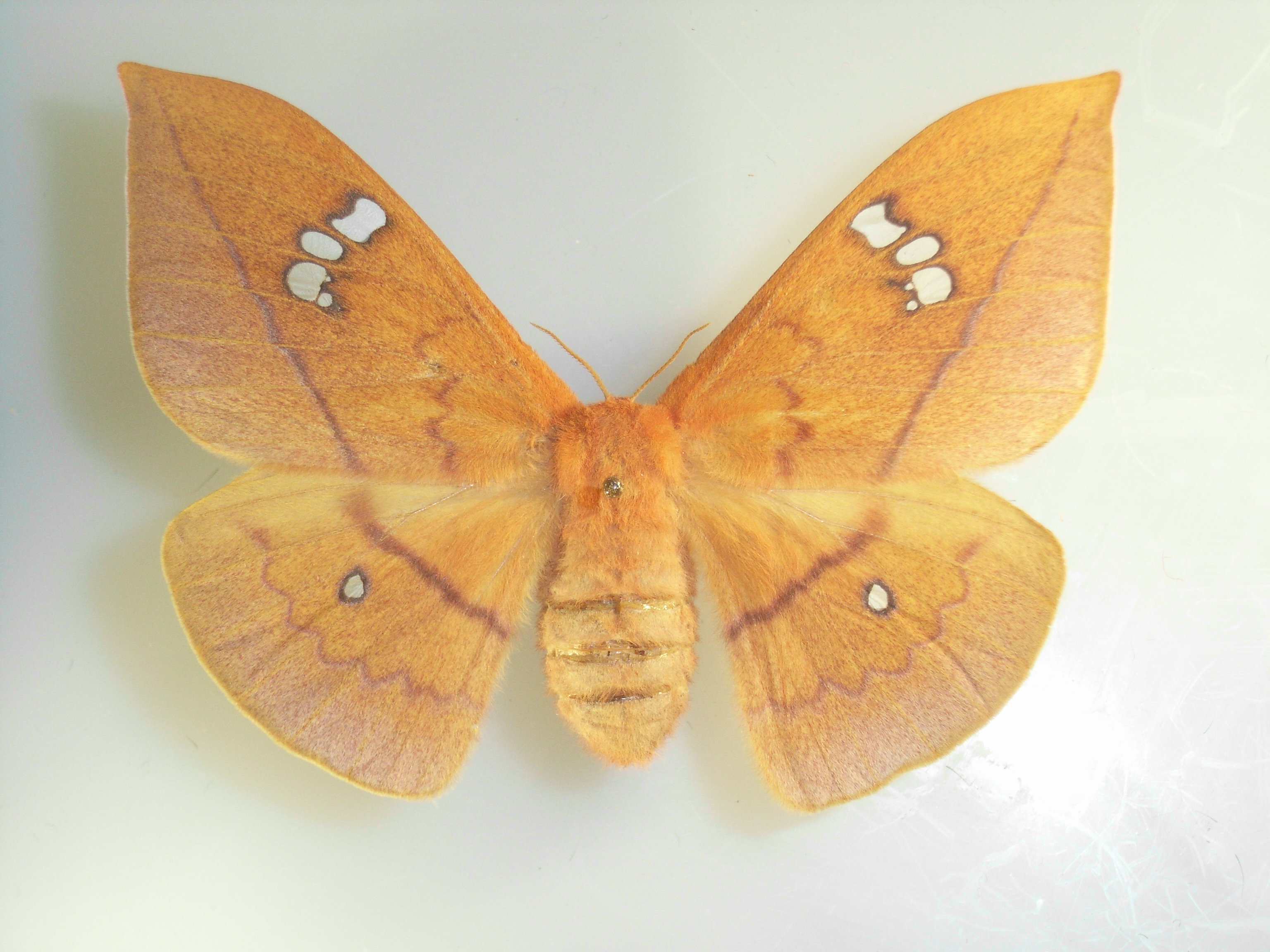
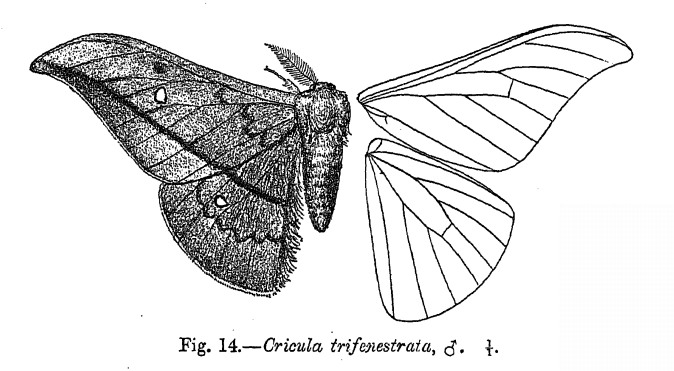
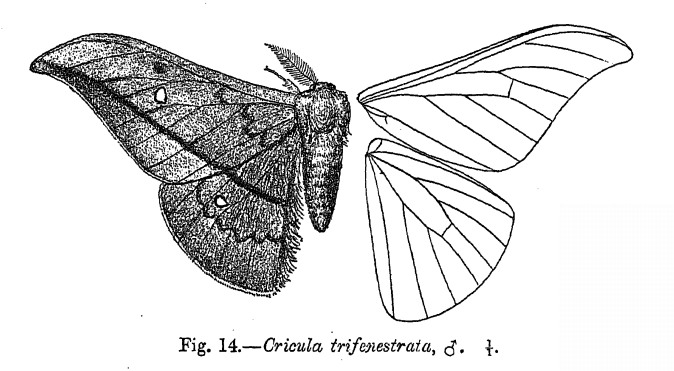